# Siarhej Alejnikaw
Siarhej Alejnikaw (hviderussisk: Сярге́й Яўге́навіч Але́йнікаў tr. Siarhej Jawhenavitj Alejnikaw ; russisk: Серге́й Евге́ньевич Але́йников tr. Sergej Jevgenjevitj Alejnikov, (født 7. november 1961 i Minsk) er en tidligere sovjetisk og hviderussisk fodboldspiller.

## Hvideruslands fodboldlandshold
| Sovjetunionens landshold | Sovjetunionens landshold | Sovjetunionens landshold |
| År                       | Kmp                      | Mål                      |
| ------------------------ | ------------------------ | ------------------------ |
| 1984                     | 6                        | 0                        |
| 1985                     | 14                       | 1                        |
| 1986                     | 10                       | 1                        |
| 1987                     | 8                        | 1                        |
| 1988                     | 15                       | 2                        |
| 1989                     | 7                        | 0                        |
| 1990                     | 5                        | 0                        |
| 1991                     | 8                        | 1                        |
| 1992                     | 4                        | 0                        |
| Total                    | 77                       | 6                        |

| Hvideruslands landshold | Hvideruslands landshold | Hvideruslands landshold |
| År                      | Kmp                     | Mål                     |
| ----------------------- | ----------------------- | ----------------------- |
| 1992                    | 1                       | 0                       |
| 1993                    | 2                       | 0                       |
| 1994                    | 1                       | 0                       |
| Total                   | 4                       | 0                       |